# 4783 Wasson
4783 Wasson è un asteroide della fascia principale del diametro medio di circa 11,34 km. Scoperto nel 1983, presenta un'orbita caratterizzata da un semiasse maggiore pari a 2,5526807 UA e da un'eccentricità di 0,2076766, inclinata di 16,60097° rispetto all'eclittica.